# Lekkoatletyka na Letnich Igrzyskach Olimpijskich 1932 – sztafeta 4 × 400 m mężczyzn
Bieg sztafetowy 4 × 400 metrów mężczyzn był jedną z konkurencji rozgrywanych podczas X Letnich Igrzysk Olimpijskich. Biegi zostały rozegrane w dniach 6 i 7 sierpnia 1932 roku na stadionie Los Angeles Memorial Coliseum w Los Angeles. Wystartowało 28 zawodników z 7 krajów.

## Rekordy
|                   | Zawodnicy                                                                     | Wynik  | Miejsce   | Data                 |
| ----------------- | ----------------------------------------------------------------------------- | ------ | --------- | -------------------- |
| Rekord świata     | Stany Zjednoczone (Maynor Shore, Alvin Hables, Leslie Hables, Ben Eastman)    | 3:12,6 | Fresno    | 8 maja 1931(dts)     |
| Rekord olimpijski | Stany Zjednoczone (George Baird, Fred Alderman, Emerson Spencer, Ray Barbuti) | 3:14,2 | Amsterdam | 5 sierpnia 1928(dts) |

## Terminarz
| Data            |            | Godzina |
| --------------- | ---------- | ------- |
| 6 sierpnia 1932 | Eliminacje | 16:30   |
| 7 sierpnia 1932 | Finał      | 16:30   |

## Wyniki

### Eliminacje
Rozegrano dwa biegi eliminacyjne. Pierwsze trzy zespoły z każdego biegu awansowały do finału (Q). Ponieważ do pierwszego biegu przystąpiły tylko trzy sztafety, wszystkie awansowały.

#### Bieg 1
| Pozycja | Państwo           | Zawodnicy                                                      | Czas   | Uwagi |
| ------- | ----------------- | -------------------------------------------------------------- | ------ | ----- |
| 1.      | Stany Zjednoczone | Ivan Fuqua, Edgar Ablowich, Karl Warner, Bill Carr             | 3:11,8 | Q     |
| 2.      | Włochy            | Giacomo Carlini, Giovanni Turba, Mario De Negri, Luigi Facelli | 3:22,8 | Q     |
| 3.      | Niemcy            | Joachim Büchner, Walter Nehb, Adolf Metzner, Otto Peltzer      | 3:25,4 | Q     |
| –       | Grecja            |                                                                | DNS    |       |
| –       | Szwecja           |                                                                | DNS    |       |

#### Bieg 2
| Pozycja | Państwo         | Zawodnicy                                                       | Czas   | Uwagi |
| ------- | --------------- | --------------------------------------------------------------- | ------ | ----- |
| 1.      | Japonia         | Itarō Nakajima, Iwao Masuda, Seikan Ōki, Teiichi Nishi          | 3:16,8 | Q     |
| 2.      | Wielka Brytania | Crew Stoneley, Thomas Hampson, David Burghley, Godfrey Rampling | 3:21,8 | Q     |
| 3.      | Kanada          | Ray Lewis, James Ball, Phil Edwards, Alex Wilson                | 3:21,8 | Q     |
| 4.      | Meksyk          | Ricardo Arguello, Jesús Moraila, Manuel Álvarez, Carlos de Anda | 3:28,5 |       |
| –       | Brazylia        |                                                                 | DNS    |       |
| –       | Francja         |                                                                 | DNS    |       |

### Finał
| Pozycja | Państwo           | Zawodnicy                                                       | Czas   | Uwagi |
| ------- | ----------------- | --------------------------------------------------------------- | ------ | ----- |
| 1.      | Stany Zjednoczone | Ivan Fuqua, Edgar Ablowich, Karl Warner, Bill Carr              | 3:08,2 | [ 1 ] |
| 2.      | Wielka Brytania   | Crew Stoneley, Thomas Hampson, David Burghley, Godfrey Rampling | 3:11,2 | [ 3 ] |
| 3.      | Kanada            | Ray Lewis, James Ball, Phil Edwards, Alex Wilson                | 3:12,8 | [ 4 ] |
| 4.      | Niemcy            | Joachim Büchner, Walter Nehb, Adolf Metzner, Otto Peltzer       | 3:14,4 | [ 5 ] |
| 5.      | Japonia           | Itarō Nakajima, Iwao Masuda, Seikan Ōki, Teiichi Nishi          | 3:14,6 | [ 6 ] |
| 6.      | Włochy            | Giacomo Carlini, Giovanni Turba, Mario De Negri, Luigi Facelli  | 3:17,8 | [ 6 ] |